# HD 194937
HD 194937，又名BD+07 4477，SAO 125841、HR 7820，是一颗恒星，视星等为6.25，位于銀經52.19，銀緯-17.07，其B1900.0坐标为赤經20h 23m 15.5s，赤緯+8° -17.07′ 23″。